# Intermède

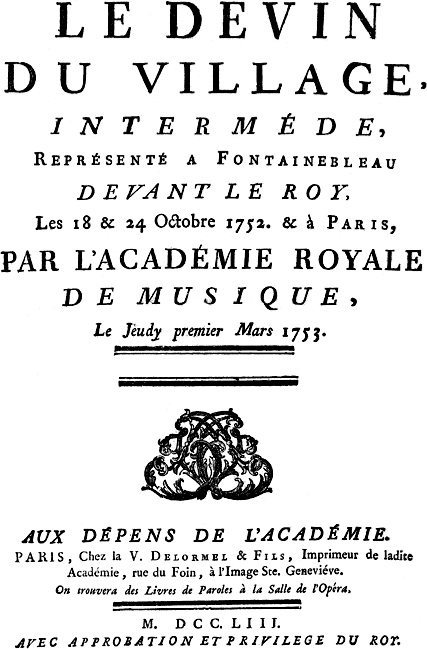
Le Devin du village de J.-J. Rousseau.

Un intermède est une danse, un couplet, un chœur de musique, etc., placé entre les actes d’un ouvrage dramatique, en vue d’abréger la longueur de l’entracte pour les spectateurs.

## Théâtre de l'Antiquité gréco-romaine
Dans le théâtre antique, les diverses parties d’une pièce étaient coupées par des chœurs qui formaient un intermède  naturel, car il s’inspirait de la situation dramatique et faisait en quelque sorte partie de l’œuvre.

## XVIIeetXVIIIesièclesen France
Les chœurs d’Athalie et d’Esther sont des modèles d’intermèdes classiques du théâtre français. Lors du réveil du théâtre littéraire en France, bien qu’il n’y eût à la fin de chaque acte ni changements de décors pour la scène, ni changement de costume pour les acteurs, on observait cependant les entractes. Ils furent remplis d’abord par des chœurs. Jodelle, à l’imitation des anciens, en plaça dans ses pièces, et son exemple fut suivi jusqu’en 1630. À cette époque, un ensemble instrumental ou orchestral remplaça les chœurs et une ou plusieurs pièces instrumentales (appelées « airs de sinfonie ») servirent d’intermède.
Le théâtre a employé également, comme intermèdes, de véritables drames comiques qui, intercalés entre les actes d’une comédie ou d’un opéra, pour reposer l’esprit du spectateur, avaient le grave défaut de suspendre l’action et de diviser l’intérêt. Molière plaça des intermèdes dans celles de ses comédies jouées d’abord à la cour. On en a conservé quelques-uns : ceux du Bourgeois gentilhomme et du  Malade imaginaire. Les intermèdes de Dancourt et de Dufresny sont cités pour leur bon comique. On a aussi essayé de remplir les entractes par des scènes mimées devant servir de complément à l’action. Ainsi Beaumarchais, dans son Eugénie, se conformant aux préceptes de Diderot sur ce point, a tracé des « jeux d’entracte » qu’il explique ainsi : « L’action théâtrale ne se reposant jamais, j’ai pensé qu’on pourrait essayer de lier un acte à celui qui le suit par une action pantomime qui soutiendrait, sans la fatiguer, l’attention des spectateurs, et indiquerait ce qui se passe derrière la scène pendant l’entracte. » Mais les comédiens français n’osèrent pas adopter cette innovation.
Au siècle des Lumières, on appela encore intermèdes de petits opéras en un acte, tels que La Servante maîtresse (La serva padrona)  de Pergolèse, le Devin du village de Jean-Jacques Rousseau, etc. C’était un subterfuge de la part de l’Académie royale de musique (l'Opéra de Paris) pour donner accès, sur sa scène sévère réservée à la tragédie lyrique (l'opéra français), à des œuvres lyriques de rang « inférieur », à l’opéra-comique apparu au Théâtre de la foire au début du XVIIIe slècle[Quoi ?].

## Télévision canadienne
Plusieurs stations de télévision, dont Télé-Québec, ont appelé intermède une émission courte, souvent muette ou instrumentale, diffusée pour meubler un trou dans la grille de diffusion entre deux émissions, ou lorsqu'un problème technique interrompt cette diffusion. D'autres réseaux, souvent anglophones, ont appelé ce même format: interlude. Il s'agit d'un format presque disparu du paysage audio-vidéo actuel.

## Sources
- Gustave Vapereau, Dictionnaire universel des littératures, Paris, Hachette, 1876, p. 1069-70